# Bipolar (álbum de El Cuarteto de Nos)
Bipolar es el decimotercer álbum de estudio de la banda uruguaya de rock El Cuarteto de Nos. Contiene once canciones inéditas y una nueva versión de "Me amo", del disco Cortamambo. Su lanzamiento oficial fue el 17 de noviembre de 2009, bajo el sello Warner Music. El primer sencillo del álbum fue "El hijo de Hernández".
Es el último disco con la formación tradicional de la banda. Luego de la grabación de este álbum Riki Musso abandonó el grupo, sin siquiera participar en las presentaciones en vivo de las nuevas canciones. Se incorporaron a El Cuarteto de Nos Gustavo Antuña en guitarra y Santiago Marrero en teclados.

## Filtración deBipolar
A fines de abril de 2009 se filtró en la página web Taringa! gran parte del disco Bipolar, mientras la banda aún estaba trabajando en él. Juan Campodónico, productor artístico, se lamentó mucho sobre lo ocurrido y dijo que esto estaba "dañando mucho el trabajo", tanto del grupo como de la gente que grabó el disco. Existen algunas diferencias entre la versión filtrada y la versión final. En la versión final, la línea "Si no se van voy a saltar" en "Doble Identidad" se encuentra recortada al igual que el final en "Primavera", la versión filtrada del tema "Breve descripción de mi persona" no contiene una introducción, la portada de la versión filtrada contiene el título del álbum en un fondo negro, las pistas en esta se encuentran en un orden diferente y "Mi lista negra" no está presente.

## Lanzamiento oficial
Bipolar salió a la venta el 27 de septiembre de 2009. La presentación oficial se dio en un recital en el Teatro de Verano Ramón Collazo de Montevideo el viernes 16 de abril de 2010 y el sábado 19 de junio del mismo año en el Luna Park de Buenos Aires, aunque ya habían hecho varios recitales anteriores en Argentina, México y el interior del Uruguay mostrando su nuevo material.

## Críticas
"Nuevamente el raprock como eje, pero con toques de ritmos folclóricos como la cumbia y la milonga. Ya lejos de la parodia que supieron cultivar, pero igualmente ácidos en su lírica, se proyectan al mundo con inventivas letras XL, en sintonía con Calle 13." El disco ocupó la posición Nº 36 de los "Mejores Discos del 2009".
Rolling Stone

"Algunas de las características de Bipolar son: el buen gusto de elaborados arreglos y el cuidado sonido en canciones guitarreras con letras extensas y pegadizos estribillos. El álbum se mueve en los contrastes para hacerle honor a su nombre, pero sin abandonar el espíritu de rock-pop latino del cuarteto."

## Premios
El disco obtuvo en 2010 los Premios Graffiti a disco del año y mejor álbum pop. Además, "El hijo de Hernández" ganó el premio a tema del año, Roberto Musso obtuvo el premio a mejor compositor y Juan Campodónico fue reconocido como mejor productor.
También en ese año fueron nominados a los Premios Grammy Latinos el disco como "Mejor álbum de música alternativa" y la canción "El hijo de Hernández" como "Mejor canción alternativa". Finalmente no se llevarían ninguno de los dos premios.

## Lista de canciones
| N.º   | Título                            | Letras           | Música                           | Duración |  |
| 1.    | «Bipolar»                         | Roberto Musso    | Roberto Musso                    | 4:08     |  |
| 2.    | «Miguel Gritar»                   | Roberto Musso    | Roberto Musso                    | 4:08     |  |
| 3.    | «El hijo de Hernández»            | Roberto Musso    | Roberto Musso                    | 3:59     |  |
| 4.    | «Malherido»                       | Roberto Musso    | Santiago Tavella                 | 3:13     |  |
| 5.    | «Nada me da satisfacción»         | Roberto Musso    | Roberto Musso · Juan Campodónico | 3:55     |  |
| 6.    | «Mi lista negra»                  | Roberto Musso    | Roberto Musso                    | 4:57     |  |
| 7.    | «Doble identidad»                 | Ricardo Musso    | Ricardo Musso                    | 3:29     |  |
| 8.    | «Mirenme»                         | Roberto Musso    | Roberto Musso · Juan Campodónico | 3:30     |  |
| 9.    | «Primavera»                       | Santiago Tavella | Santiago Tavella                 | 3:34     |  |
| 10.   | «Razones»                         | Roberto Musso    | Roberto Musso                    | 3:39     |  |
| 11.   | «Me amo»                          | Roberto Musso    | Roberto Musso                    | 3:40     |  |
| 12.   | «Breve descripción de mi persona» | Roberto Musso    | Roberto Musso · Juan Campodónico | 3:42     |  |
| 45:58 |                                   |                  |                                  |          |  |

Nota: El letrista es la voz principal de cada canción, a excepción de Malherido.

## Personal
- Riki Musso, Voz, guitarra, arreglos de guitarra y coros.
- Roberto Musso, voz y segunda guitarra.
- Gustavo "Topo" Antuña, guitarra principal y coros.
- Santiago Marrero, teclados y coros, y bajo en "Malherido".
- Santiago Tavella, bajo y voz, y cencerro en "Malherido"
- Álvaro Pintos, batería.

### Músicos adicionales
- Juan Campodónico, arreglos, guitarra (3) y programación (5 - 8 - 12).
- Nacho Benedetti, programación (5 - 8 - 10).
- Rodrigo Gómez, guitarra acústica (11) y arreglos.
- Fernando Santullo, voz (8).
- Martín Ferrés, bandoneón (6 - 8).
- Aníbal Kerpel, órgano Hammond (6).
- Pablo Bonilla, sintetizador y programación de ritmos.
- Matías Crácium, violín.
- Rodrigo Riera, cello.
- Alejandro Piccone, trompeta.
- Hernán González, trombón.
- Luciano Supervielle, teclados y arreglos.

## Créditos
- Grabado y mezclado por Julio Berta.

- Producido por Juan Campodónico.